# 巴廖尼小堂

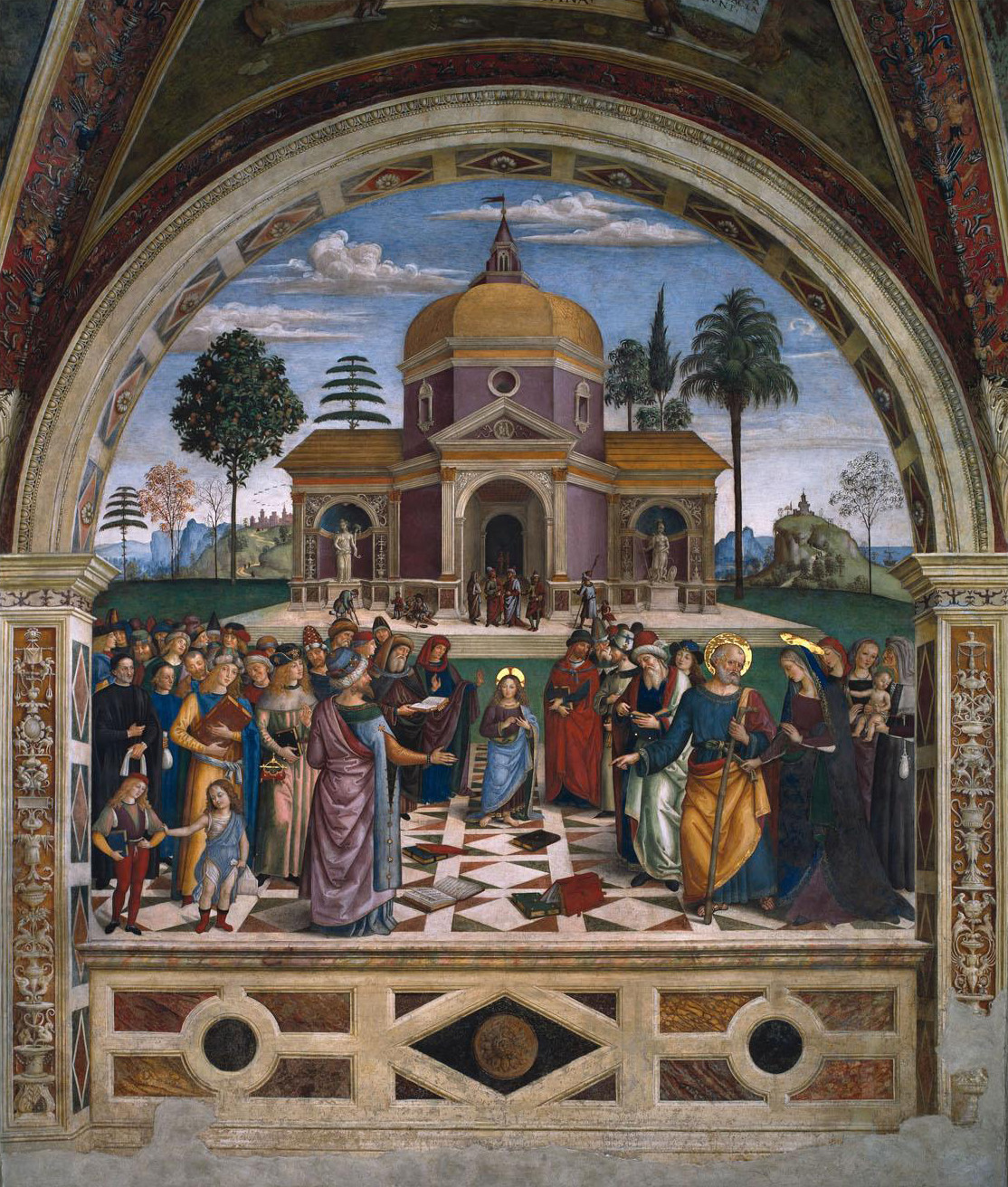
《在圣殿与博士讲论》

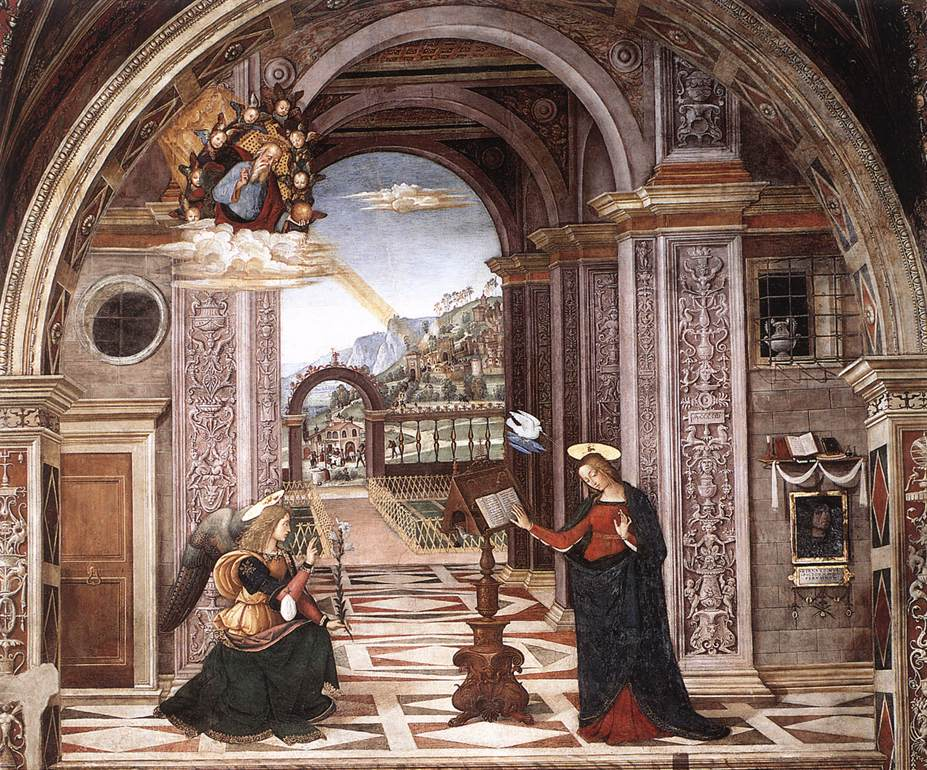
《圣母领报》

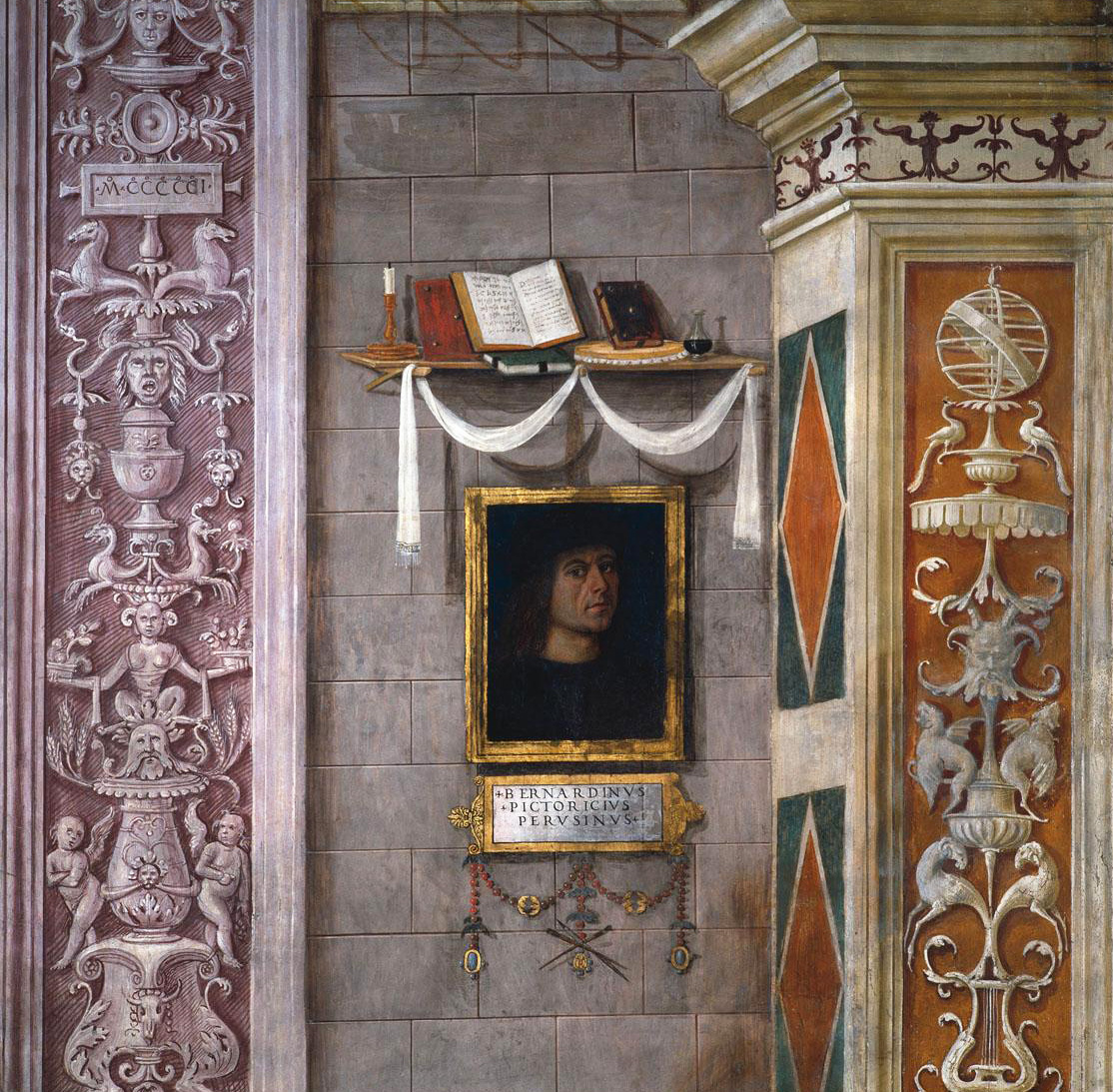
《圣母领报》中的平图里乔自画像

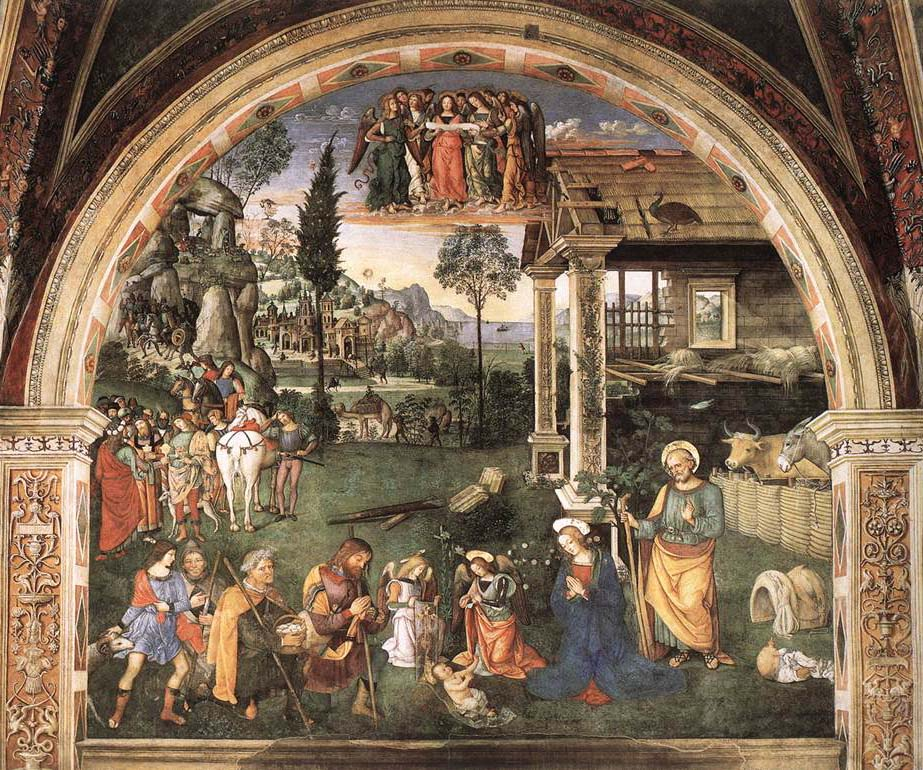
《牧羊人的崇拜》

巴廖尼小堂是位于意大利中部斯佩洛圣母堂的一座小堂，以文艺复兴时期的湿壁画闻名，是平图里乔 1500 到 1501年的作品。

## 历史
装饰是由Troilo 巴廖尼委托进行的，作品的结尾分配给了 1501。这是平图里乔在前往罗马和锡耶纳之前，在翁布里亚的最后一部重要作品。在 16 世纪后期，小堂铺设了德鲁塔陶瓷路面，1976年至1977年修复时配备了空调系统以抵抗湿度的影响。小堂的平面为四边形，设有十字拱顶。湿壁画的主题是圣母与耶稣童年的故事。拱顶内绘有四位女预言家，两侧是预言耶稣降临的漩涡花饰。三面墙壁上的三幅湿壁画，包括《圣母领报》、《牧羊人的崇拜》和《在圣殿与博士讲论》。